# Пономарь, Виталий Вадимович
Вита́лий Вади́мович Понома́рь (укр. Віталій Вадимович Пономар; род. 31 мая 1990, Купянск, Харьковская область) — украинский футболист, нападающий

## Биография
Родился в Купянске Харьковской области УССР. В футбол начинал играть в местном детском ФК «Мрия». Первый тренер — Юрий Александрович Гречанников. После окончания школы попал в поле зрения Сергея Ателькина, работавшего селекционером донецкого «Шахтёра». Пономарь приехал на просмотр в «Шахтёр» и получил предложение остаться в стане «горняков». Играл во второй лиге — сначала в аренде в луганском «Коммунальнике», а затем за «Шахтёр-3». В составе этого коллектива забил в 29 играх сезона 2008/09 — 15 голов, после чего был отдан в перволиговую «Александрию».
В 2010 году президент ФК «Полтава» предложил Пономарю полноценный контракт с его командой, которая тогда во второй лиге боролась за выход в первую лигу. Не сумев закрепиться в полтавской команде, нападающий перешёл в «Шахтёр» (Свердловск). В первом сезоне за свердловскую команду голов не забивал, в следующем отличился 4 забитыми мячами, а уже в третьем 10 раз заставлял соперников начинать с центра поля. По итогам этого сезона свердловский клуб получил право на игры за место в первой лиге, где по сумме двух матчей уступил «Динамо-2». «Шахтёр» остался во второй лиге, но Пономарь всё-таки пошёл на повышение, перейдя в «УкрАгроКом». В команде из Головковки футболист провёл один сезон, после чего «УкрАгроКом» был объединён с «Александрией».
В объединённой команде в первом же сезоне 2014/15 Пономарь завоевал золото первого дивизиона. 19 июля 2015 года в первом туре чемпионата Украины 2015/16 в игре против донецкого «Шахтёра» дебютировал в высшем дивизионе. Во втором туре дебютный гол нападающего в Премьер-лиге принёс победу «Александрии» над запорожским «Металлургом».
В июле 2019 года заключил контракт с луцкой «Волынью», которая выступает в Первой лиге Украины.

## Достижения
«Коммунальник»
- Победитель Второй лиги Украины: 2007/08

«Полтава»
- Победитель Второй лиги Украины: 2009/10

«Шахтёр» (Свердловск)
- Бронзовый призёр Второй лиги Украины: 2012/13

«Александрия»
- Победитель Первой лиги Украины: 2014/15
- Бронзовый призёр чемпионата Украины: 2018/19